# ピエール・ジリウー

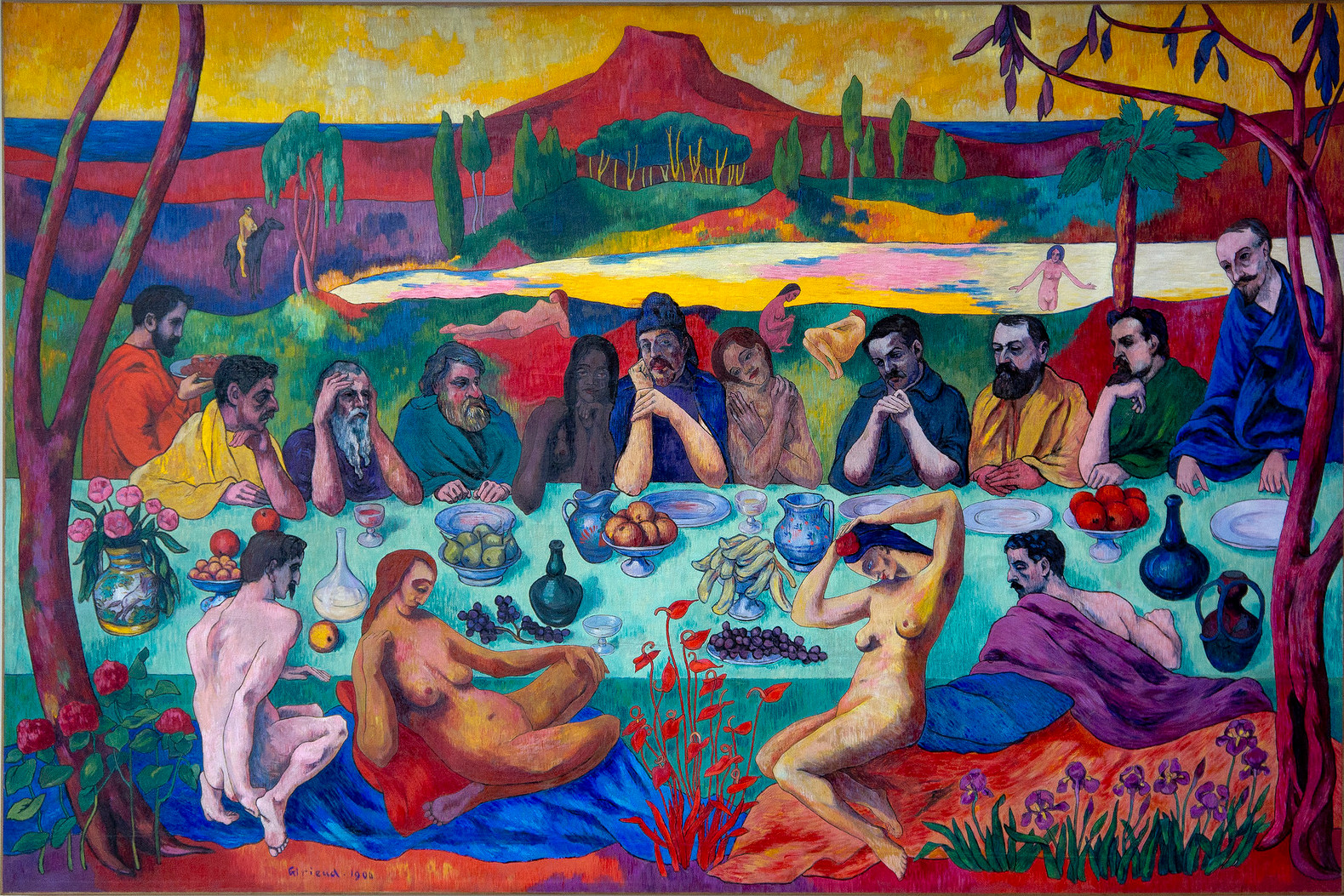
ジリウー作『ゴーギャンへのオマージュ』(1906)

ピエール・ジリウー（Pierre Girieud 、 Pierre-Paul Girieud,とも、1876年6月17日 - 1948年12月26日）はフランスの画家である。ポール・ゴーギャンのスタイルに強い影響を受けた画家であり、20世紀の初めにロシア人芸術家のマリアンネ・フォン・ヴェレフキンとアレクセイ・フォン・ヤウレンスキーの友人になったことから、表現主義の画家たちと行動し、ミュンヘン新芸術家協会のメンバーなどとして活動した。

## 略歴
パリで、鉱業会社、サンゴバン製造のエンジニアの息子に生まれた。1879年に父親がマルセイユの支社長になって、家族とマルセイユに移った。父親は熱心なアマチュア画家で、10歳の時には息子に油絵の道具を与て、絵を描くことを勧めた。学校を卒業し、軍務を終えた後、風刺雑誌に絵を描き、1900年春に父親の資金援助を受けて、パリに移り画家の生活を始めた。基本的に独学であったがジュール・モンジュ(Jules Monge:1855-1934)のスタジオを訪れ、ジャック・ヴィヨンやフェルナン・ピエ、ファビアン・ローネーといった画家たちと付き合い、ルーブル美術館を訪れ、ロートレックやセザンヌ、ルイ・アンクタン、ファン・ゴッホといった画家の展覧会で作品を研究した。
社交的な人物で、当時の画家たちと友情を保ち、有力な画商に好まれ、画家として成功を収めた。様々な画家のスタイルを試み、ポール・ゴーギャンなどによって始められた「クロワゾニスム」のスタイルの作品を描いた。
フォーヴィスムが注目を集めた1905年のサロン・ドートンヌにアンリ・マティス、アンドレ・ドラン、アルベール・マルケらと作品を出展し、初期のフォーヴィズムの画家の一人に数えられる。
ピエール・ジリウーの代表作、『ゴーギャンへのオマージュ』は1906年に描かれた。
1896年からミュンヘンで活動していた、マリアンネ・フォン・ヴェレフキンとアレクセイ・フォン・ヤウレンスキーが1906年にフランスに約1年間滞在した時、友人になり、ヤウレンスキーらはジリウーの故郷に近いソセ＝レ＝パンの保養地に滞在した。ヤウレンスキーらにジリウーのスタイルは影響を与えたとされる。1907年にジリウーはイタリアを旅し、シエナで初期のイタリア美術を学び、色使いに影響を受け、神話などを題材に描くようになった。
1908年の末から、ヤウレンスキーらが立ち上げたミュンヘン新芸術家協会が開いた1909年12月の第一回グループ展にヤウレンスキーとの友情のために参加し、この展覧会に参加した唯一のフランス人画家となった。翌年協会の正式なメンバーとなり、第2回のグループ展には、ジリウーの仲間のジョルジュ・ブラック、アンドレ・ドラン、キース・ヴァン・ドンゲンといったフランス人画家たちも参加することになった。
ヴァシリー・カンディンスキーとフランツ・マルクらのミュンヘンの前衛画家とも交流し、カンディンスキーらが創刊した綜合的な芸術年刊誌の『青騎士』にシエナの絵画に関する論文の寄稿を求められたが執筆の遅れにより実現しなかった 。ベルリン分離派を脱退した青騎士のメンバーが結成した「新分離派」の展覧会にも参加した。
第一次世界大戦が始まり、ドイツの画家との交流が途絶え、戦争中は軍役についた。1920年代は壁画の作成や、版画を制作し、本の挿絵の仕事もした。

## 作品

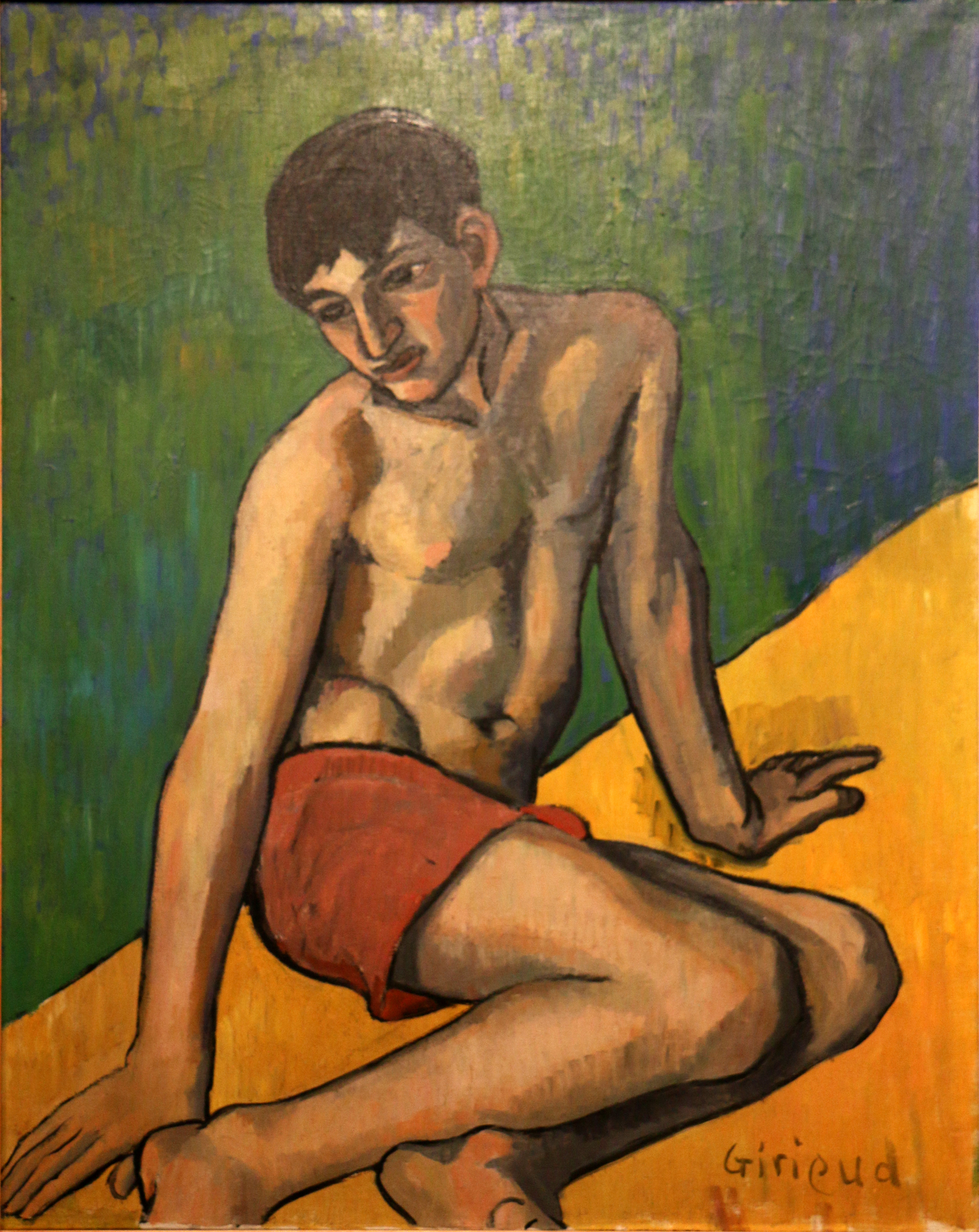
水浴びする少年 (1906)
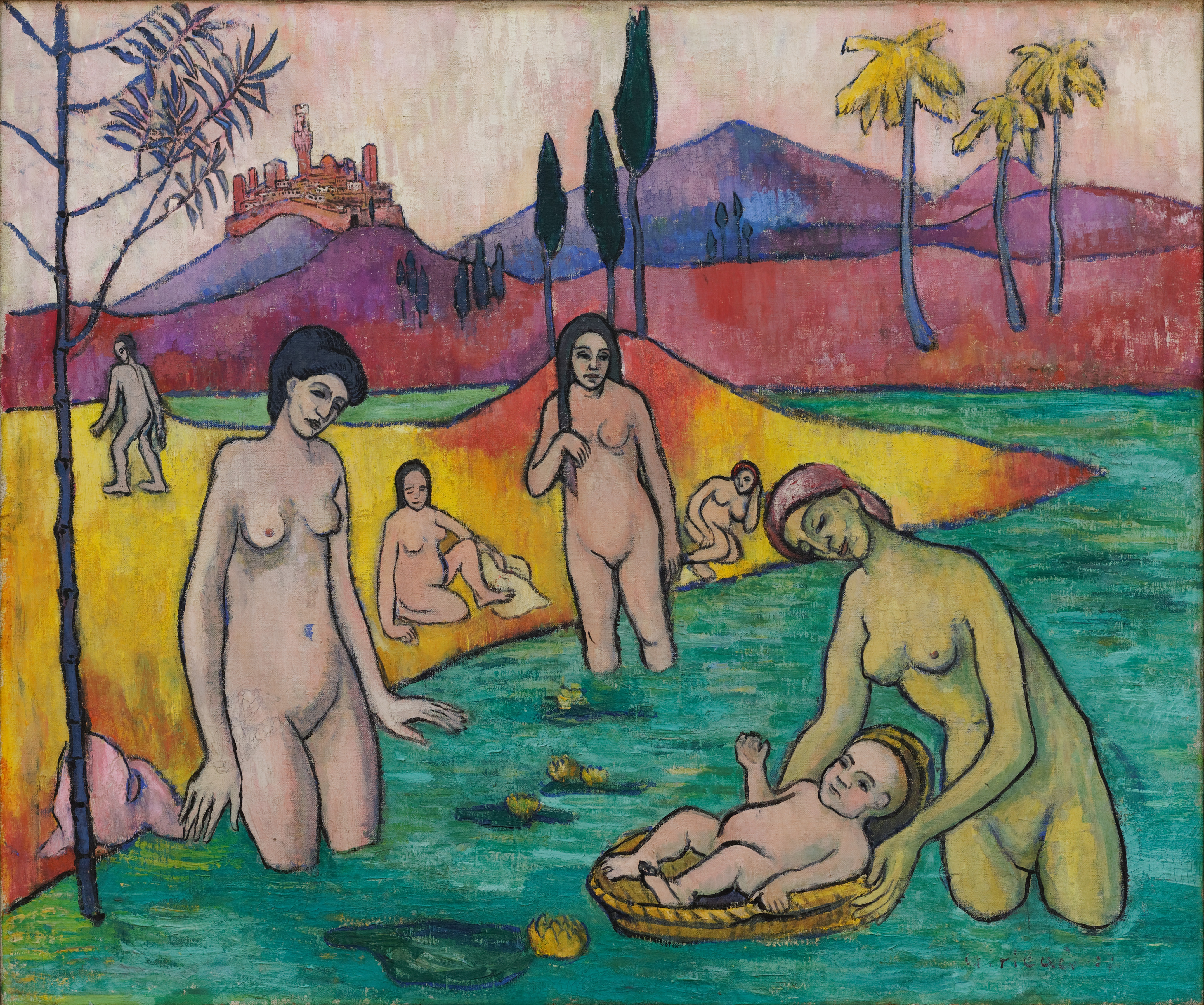
川から拾い上げられる子供時代のモーゼ (1907)
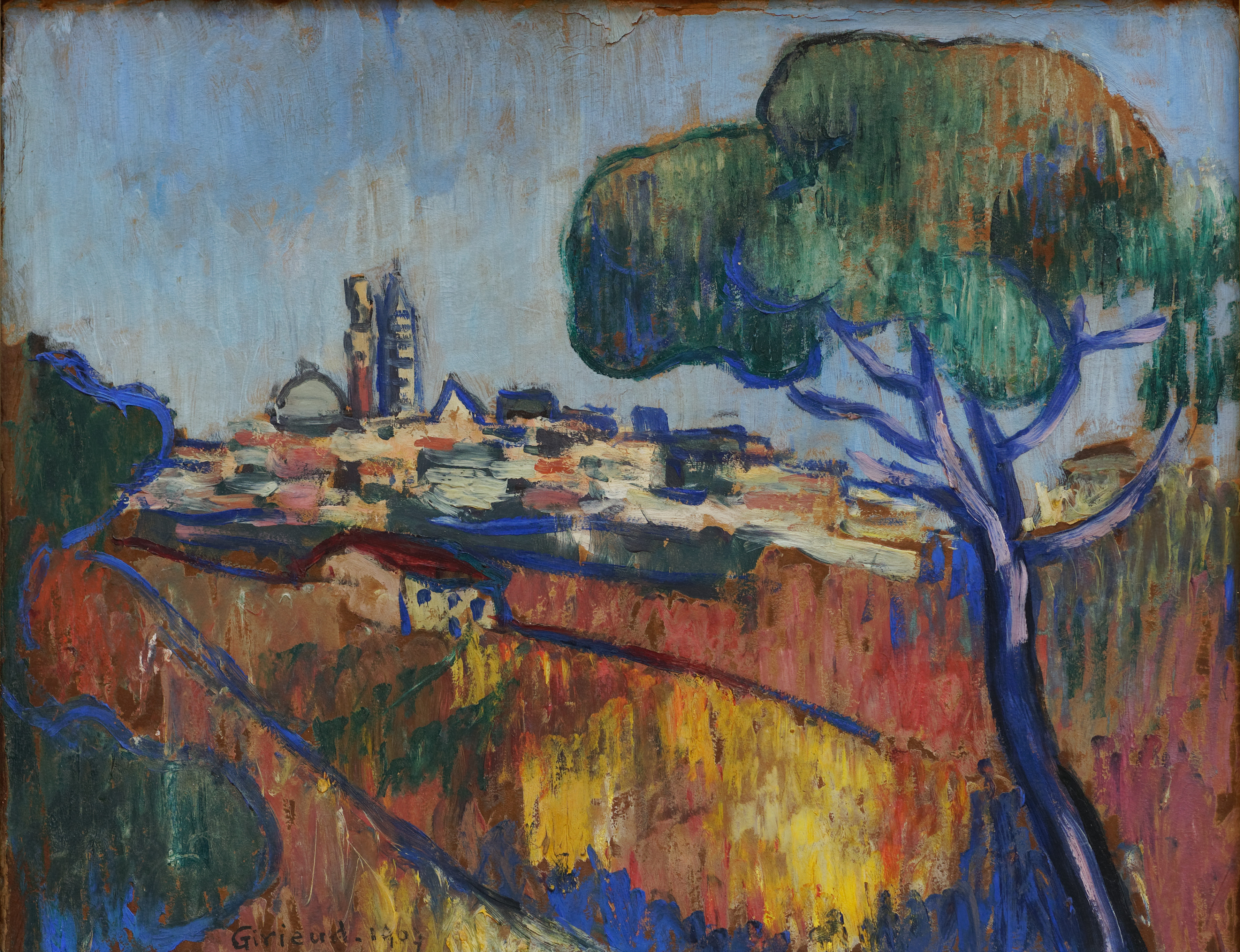
イタリアの風景 (1907)